# Supermarine Scapa
Supermarine Scapa là một loại tàu bay trinh sát của Anh, do hãng Supermarine chế tạo cho Không quân Hoàng gia giai đoạn 1935-1939.

## Quốc gia sử dụng
Anh Quốc
- Không quân Hoàng gia

## Tính năng kỹ chiến thuật (Scapa)
Dữ liệu lấy từ Supermarine Aircraft since 1914
Đặc điểm tổng quát
- Kíp lái: 5
- Chiều dài: 53 ft (16,2 m)
- Sải cánh: 75 ft (22,85 m)
- Chiều cao: 21 ft (6,4 m)
- Diện tích cánh: 1.300 ft² (121 m²)
- Trọng lượng rỗng: 10.030 lb (4.500 kg)
- Trọng lượng có tải: 16.080 lb (7.290 kg)
- Động cơ: 2 × Rolls-Royce Kestrel IIIMS, 525 hp (392 kW)  mỗi chiếc

 Hiệu suất bay 
- Vận tốc cực đại: 123 kn (142 mph, 229 km/h)
- Tầm bay: 870 nmi (1000 mi, 1610 km)
- Trần bay: 15.500 ft (4.720 m)
- Vận tốc lên cao: 625 ft/phút (3,25 m/s)
- Tải trên cánh: 12,3 lb/ft² (60,2 kg/m²)
- Công suất/trọng lượng: 0,065 hp/lb (0,107 kW/kg)
- Leo lên độ cao 9.840 ft (3000 m): 20 phút

Trang bị vũ khí

- Súng: 3 × súng máy Lewis 0.303 in (7,7 mm)
- Bom: 1.000 lb (454 kg) bom